# Rahel Liebeschütz-Plaut
Elisabeth Amalie Rahel Liebeschütz-Plaut (* 21. Juni 1894 in Leipzig; † 22. Dezember 1993 in Rochester) war eine deutsche Physiologin.

## Leben und Wirken

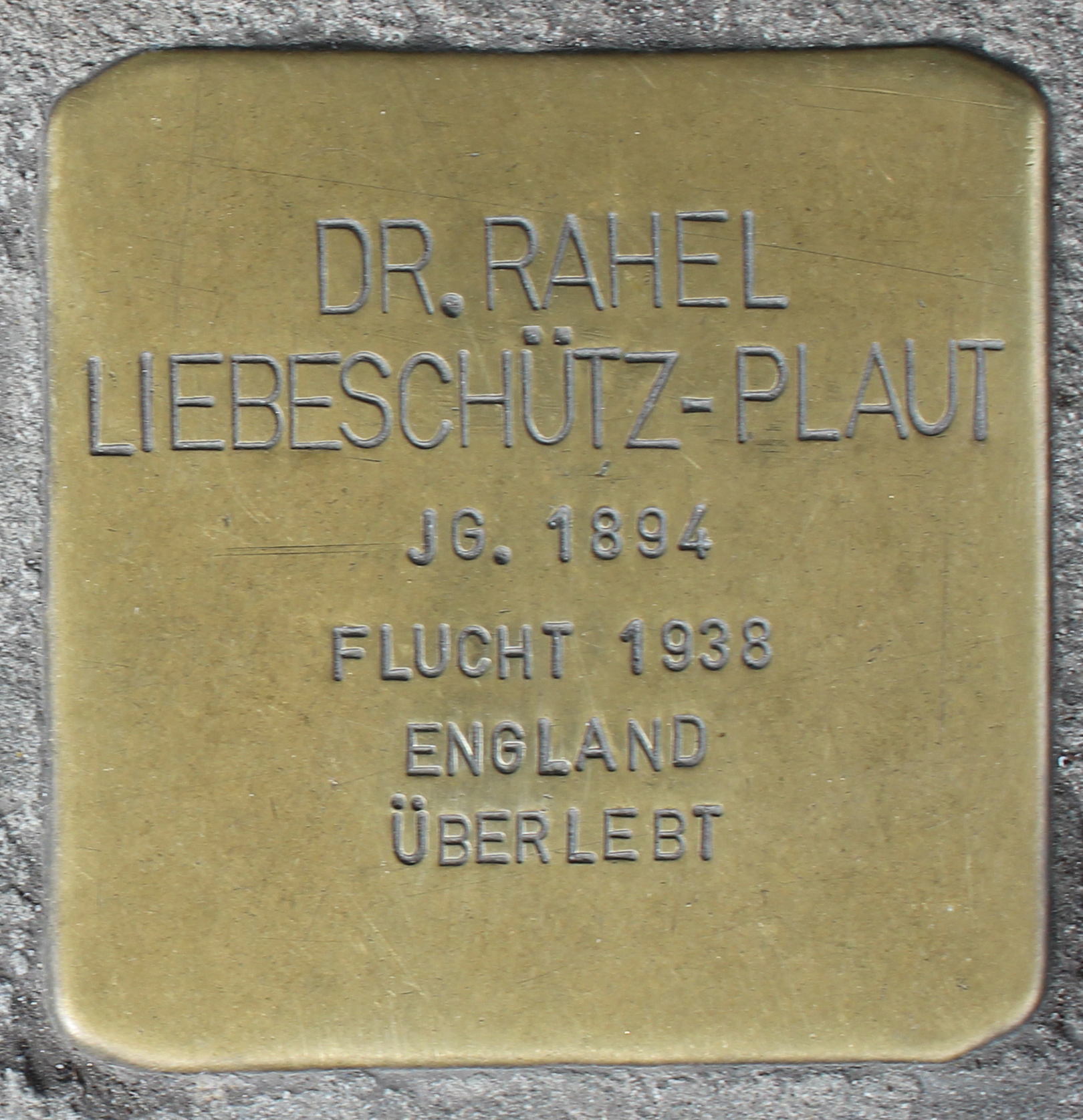
Ein Stolperstein für Rahel Liebeschütz-Plaut auf dem Gelände des UKE.

Rahel Plaut war eine Tochter, die jüngste von vier Kindern, des Bakteriologen Hugo Carl Plaut und dessen Ehefrau Adele geb. Brach. Ab 1913 studierte sie zunächst ein Semester Zoologie, anschließend Medizin an der Universität Freiburg im Breisgau. Nach weiteren Studienaufenthalten in Kiel und Bonn schloss sie das Studium 1918 mit dem Staatsexamen ab. In ihrer Promotion in der Pathologischen Anatomie bei Hugo Ribbert beschrieb sie 1919 das spaltcystenbildende Adenom der Brustdrüse.
Rahel Plaut ging nach Hamburg, wo sie seit August 1919 dem Matrikel der hamburgischen Ärzte angehörte. Ab November desselben Jahres arbeitete sie als wissenschaftliche Hilfsarbeiterin am physiologischen Institut der dortigen Universität unter Leitung von Otto Kestner. Bei ihrer Habilitation 1923 über die Sperrung des Skelettmuskels war sie die erste Frau, der dies an der Medizinischen Fakultät der Hamburger Universität gelang. Ihre Antrittsvorlesung mit dem Thema Die Wärmeregulation bei Mensch und Tier hielt sie am 23. Februar 1923 im Hörsaal der Physiologie am Universitätsklinikum Hamburg-Eppendorf (UKE). Anschließend leitete sie hier als Privatdozentin das Physiologische Praktikum und gab Vorlesungen zur pathologischen Physiologie.
1924 heiratete Rahel Plaut den Historiker Hans Liebeschütz. Da Angestellte, die finanziell unabhängig waren, seit 1923 entlassen wurden, musste Liebeschütz-Plaut ihre Stelle als Assistentin nach der Heirat aufgeben. Sie lehrte fortan unbezahlt bis 1933 am Physiologischen Institut. Außerdem publizierte sie von 1919 bis 1925 25 Arbeiten über Muskelphysiologie, Stoffwechsel und Wärmeregulation. Ab 1925 arbeitete sie als niedergelassene Ärztin in Hamburg.
Da sie als „Nicht-Arierin“ galt, entzog ihr der Hamburger Senat im Juli 1933 die Lehrerlaubnis. Liebeschütz-Plaut gab anschließend einige Zeit Unterricht in Physiologie und Pathologie an einer jüdischen Hauswirtschaftsschule sowie am Israelitischen Krankenhaus. Im Dezember 1938 zog das Ehepaar nach England. Aufgrund fehlender Anerkennung ihrer fachlichen Qualifikationen konnte Liebeschütz-Plaut hier nicht mehr unterrichten. Neben dem Familienleben mit den Kindern Wolfgang, Hugo (* 1929) und Elisabeth (* 1932) arbeitete sie in einer wohltätigen Organisation, die sich älteren Menschen widmete.
Im Jahr 1989 war sie Ehrengast bei der Feier zum 100-jährigen Bestehen des UKE. Zu ihren Ehren trägt das Rahel-Liebeschütz-Plaut-Mentoringprogramm für Frauen ihren Namen. Genau 100 Jahre nach ihrer Antrittsvorlesung benannte das UKE 23. Februar 2023 den Hörsaal der Physiologie nach ihr.